# Emil Drach
Emil Drach (8. September 1855 in Heidelberg – 5. Februar 1902 in Achern) war ein deutscher Theaterschauspieler, -regisseur, -intendant und Autor.

## Leben
Drach studierte zunächst Philosophie, entschied sich aber dann Schauspieler zu werden. Vorher aber erweiterte er seinen Horizont durch mehrjährige Reisen, die ihn bis nach Frankreich führten.
Nachdem ihn Carl Weiser unterrichtet, debütierte er 1877 in Mainz. Bald darauf sah ihn Alexander Strakosch und stellte den jungen, talentierten Schauspieler Heinrich Laube vor. Trotz seiner 23 Jahre musste er am Wiener Stadttheater den Heldenvater spielen, da ihn Laube dafür "geboren" erklärte, u. a. den „Santos“ in Uriel Acosta, den „Arkas“ in Iphigenie, sogar den „König Lear“. Da diese Versuche allesamt glücklich verliefen, blieb er auf diesem Gebiet beschäftigt.
Mit dem Ende der Direktion Laube 1879 verließ er Wien Richtung Berlin. Dort debütierte er am 8. November 1879 als „Uriel Acosta“. Anfangs fleißig als Heldenvater und Liebhaber beschäftigt, wurden später jedoch ältere, nicht immer besser Kollegen bevorzugt, so dass er sich in seiner Entwicklung behindert sah.
Er wechselte daher 1882 nach Meiningen, wo er alle Heldenrollen spielte, und nahm auch an den Kunstfahrten der Meininger teil.
Danach war er für kurze Zeit am Frankfurter Stadttheater und am Berliner Theater, bis er 1883 ans Münchener Hoftheater verpflichtet wurde. 1886 ging er erneut nach Frankfurt und ebenfalls erneut 1889 ans Berliner Theater, wo er nicht nur als Darsteller, sondern auch als Regisseur wirkte.
Von 1890 bis 1893 war er am Dresdner Hoftheater, auch als Oberleiter des Schauspiels. Erneut ging er nach München und 1897 ans Theater des Westens in Berlin. Dieses verließ er gleichzeitig mit Ferdinand Bonn 1898, um zum dritten Mal, als Theaterintendant, nach München zu gehen.
Drach, der bis dahin vorzugsweise im klassischen Drama tätig gewesen war, wendete sich jetzt der moderneren Bühnenproduktion zu, die an den größeren Bühnen, an denen er bisher gewirkt hatte, nicht gepflegt worden waren, und mietete für sein "Münchnertheater" die "Concertsäle", wo er wie später am Münchner Schauspielhaus reichlich Gelegenheit fand, neben den französischen Possen sich auch dem modernen Schauspiel zu widmen, mit welchem er große Erfolge erzielte.

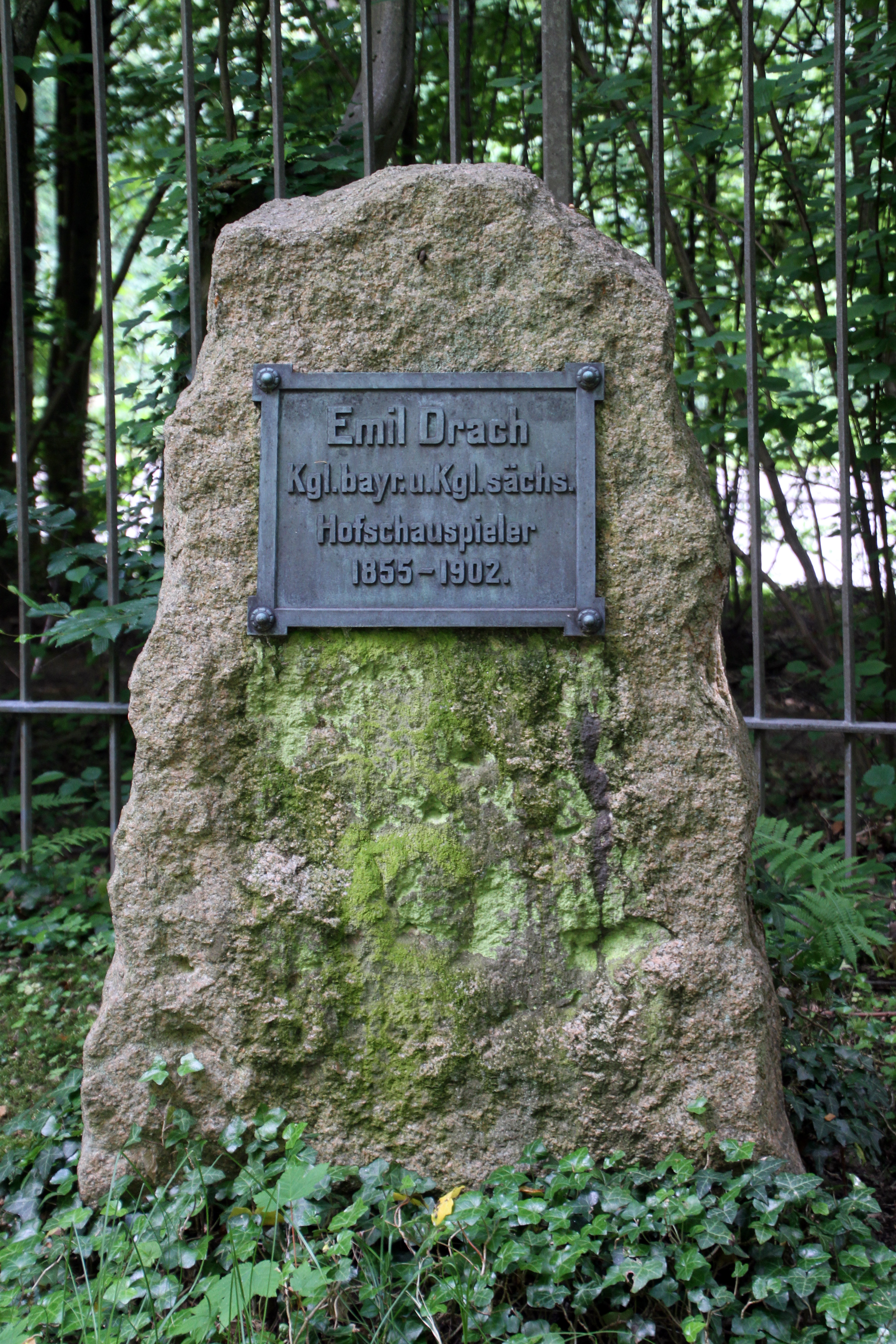
Grabmal auf dem Illenauer Friedhof

1899 begab er sich, ohne jedoch sein Münchner Domizil aufzugeben, auf Gastspielreise. Während seines Aufenthalts 1900 in Wien erkrankt er geistig so schwer, dass er in die Irrenanstalt Illenau in Achern eingeliefert werden musste. Sein Zustand besserte sich nicht, und so starb er auch dort am 5. Februar 1902.
Drach machte auch einige schriftstellerische Versuche, und zwar veröffentlichte er 1889 drei dramatische Dichtungen unter dem Titel Moira und 1896 das Trauerspiel König Ulrich.

## Familie
Emil Drach war der Sohn eines Eisenbahnverwaltungsbeamten namens Joseph Drach (1817–1873) aus Karlsruhe und dessen Frau Sophie Romann. Verheiratet war er mit der Schauspielerin Anna Maria Quinz, der Tochter des Dampfmühlendirektor Matthias Quinz aus Sappada und der Anna Irene Stein. Einer seiner Söhne war der Sprachkundler Erich Drach. Ein anderer Sohn, Fritz Drach, lebte als Buchhändler und Redakteur in Berlin. Er leitete während des sogenannten Spartakusaufstandes im Januar 1919 die Besetzung des Mosseverlages.